# Apocalyptic Raids
Apocalyptic Raids è un EP del gruppo black metal svizzero Hellhammer, pubblicato da Noise Records l'8 marzo 1984.
Il disco è stato molto influente su vari gruppi, tra cui Napalm Death e Sepultura, che hanno registrato cover di Messiah.
La band si sciolse tre mesi dopo la pubblicazione dell'EP, per riunirsi poco dopo con il nome Celtic Frost e con una differente formazione.
Nel 1990 è stato ristampato con il titolo Apocalyptic Raids 1990 A.D., con l'aggiunta di due bonus track tratte dalla compilation Death Metal e di un nuovo artwork. In quell'occasione fu ristampato in CD, LP e in 12" rosso.

## Tracce
1. The Third of the Storms (Evoked Damnation) – 2:55
2. Massacra – 2:49
3. Triumph of Death – 9:30
4. Horus/Aggressor – 4:27

Bonus track (ristampa 1990)
1. Revelations of Doom – 2:49
2. Messiah – 4:33

## Formazione
- Tom G. Warrior - voce, chitarra, design, artwork
- Martin Eric Ain - basso, voce d'accompagnamento
- Bruce Day - batteria

### Produzione
- Horst Muller - ingegneria del suono, missaggio
- José Posada - artwork ristampa
- Julia Schechner - artwork ristampa
- Karl U. Walterbach - produttore esecutivo
- M. Jeckyl - artwork
- SNB - mastering
- Burzelbär - fotografia